# Henry Contamine
Pour les articles homonymes, voir Contamine.
Henry Contamine, né le 21 juin 1897 à Lille et mort le 11 septembre 1974 à Corbeil-Essonnes, est un historien français.

## Biographie
Engagé à 17 ans pendant la Première Guerre mondiale, Henry Contamine, agrégé d'histoire, enseigne au lycée de Metz. Il a fait ensuite une thèse de doctorat ès lettres sur Metz et la Moselle au XIXe siècle. Puis il est nommé professeur d’histoire moderne et contemporaine à la faculté des lettres de l'université de Caen, avant de rejoindre l'université de Rennes comme professeur d'histoire contemporaine.
Spécialiste de l'histoire militaire, il enseigne également à Saint-Cyr.

### Famille
Il est le père de Claude et de Philippe Contamine.

## Publications
- Metz et la Moselle de 1814 à 1870. Étude de la vie et de l'administration d'un département au XIXe siècle, Nancy, Académie nationale de Metz, 1932 (https://gallica.bnf.fr/ark:/12148/bpt6k96089018/f63)
- La Revanche 1871-1914, Paris, Berger-Levrault, 1957.
- La victoire de la Marne, 9 septembre 1914, Paris, Gallimard, 1970.
- Diplomatie et diplomates sous la Restauration, 1814-1830, Paris, Hachette, 1970.